# Aubach (Elsava)
Der Aubach ist ein linker Zufluss der Elsava im Landkreis Miltenberg im bayerischen Spessart.

## Geographie

### Verlauf

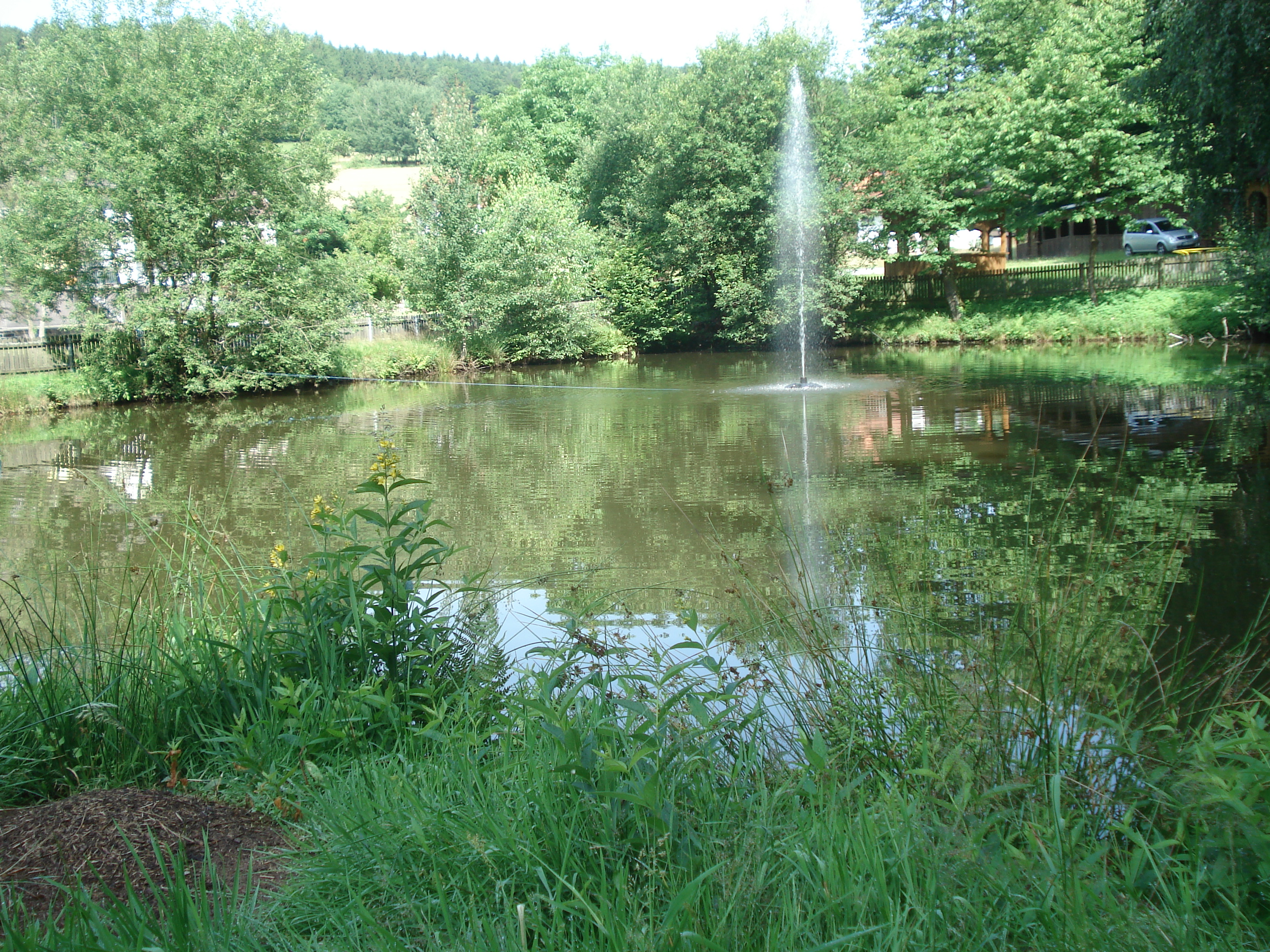
Weiher in Wildensee

Der Aubach entspringt in einem Weiher in Wildensee, einem Ortsteil des Marktes Eschau, unterhalb des Hundsrückkopfes (478 m). Dort wird das Wasser in ein Wassertretbecken geleitet. Der Aubach durchfließt vom Hofwildensee bis zur Waldmühle, einem Gemeindeteil des Marktes Mönchberg, das Naturschutzgebiet Aubachtal bei Wildensee. Teilweise wird der Bach dort von der Kreisstraße 26 (Eschau-Wildensee) begleitet. Unterhalb von Eschau unterquert der Aubach die Staatsstraße 2308 und mündet von links in die Elsava.

### Zuflüsse
- Katersgrund (rechts)
- Kriegsgrund (rechts)
- Heßgrund  (rechts)
- Schleifwiesengraben (links, zeitweilig trocken)
- Brunnenweggraben (links)
- Dreisgraben (links, zeitweilig trocken)
- Sielergraben (links, zeitweilig trocken)
- Wendelsgraben (links, zeitweilig trocken)

### Flusssystem Elsava
- Fließgewässer im Flusssystem Elsava

## Naturschutzgebiet Aubachtal bei Wildensee
Das etwa 63 Hektar große Naturschutzgebiet Aubachtal bei Wildensee wurde 1991 ausgewiesen. Es liegt im ungefähr 7,5 km langen Abschnitt des oberen Aubaches östlich von Eschau, begleitet von der Kreisstraße MIL 26. Schutzziel ist der Erhalt bzw. die Wiederherstellung des Aubachtales, als ein repräsentatives Bachbiotop, mit einer bedeutenden Population an Bachneunaugen und Groppen.